# Sisymbriopsis mollipila
Sisymbriopsis mollipila är en korsblommig växtart som först beskrevs av Carl Maximowicz, och fick sitt nu gällande namn av Viktor Petrovitj Botjantsev. Sisymbriopsis mollipila ingår i släktet Sisymbriopsis och familjen korsblommiga växter. Inga underarter finns listade i Catalogue of Life.